# 陈叔时

## 生平

### 家庭与早年
出生于大清宁波府慈溪县（今属余姚市）西乡官桥，出自著名家族官桥陈氏，是蒋中正“文胆”陈布雷的七弟，与陈布雷同父异母。长兄有陈训慈（排行第六）、陈训悆，有幼弟陈叔同（训愿）。

### 中华民国大陆时期
早年在上海求学，就读于上海同文书院。学生期间热衷政治，积极参加学生运动。早在1927年就参加了进步革命活动。曾在上海大学从事进步学生活动、进步文艺活动。毕业后留学日本。归国后加入中国共产主义青年团。1934年，因革命活动在杭州被捕。1937年，经疏通出狱。
曾与王闻识等人共同创办《战时生活》杂志。与张舟（又称张爱萍）自金华去武汉，加入国民政府军事委员会参事室。后从事外交工作，历任中华民国外交部亚东司专员，中华民国驻智利一等秘书、参赞、公使（即现今大使），中华民国驻联合国代表团高级外交官。

### 中华人民共和国时期
中华人民共和国成立时，陈叔时还在中华民国驻外外交机构任职。得知中华人民共和国在北京成立的消息，于1954年，揣著名人士给给周恩来亲笔信，携妻子和两幼小的女儿，自美国绕道瑞士，回北京，受到中共方面的欢迎，被安排在新成立的外交系统的对外关系研究所工作。
1961年，北京各大单位干部下放。陈叔时被下放到了位于湖南长沙的湖南师范学院（今湖南师范大学）。

## 家庭
有两女：
- 陈智儿
- 陈夏蒂